# شارلوته هدسون
شارلوته هدسون (بالإنجليزية: Charlotte Hudson)‏ هي مقدمة تلفزيونية بريطانية، ولدت في 4 يناير 1972 في شفيلد في المملكة المتحدة.

## وصلات خارجية
- شارلوته هدسون على موقع IMDb (الإنجليزية)
- شارلوته هدسون على موقع قاعدة بيانات الفيلم (الإنجليزية)
- شارلوته هدسون على موقع كينوبويسك (الروسية)